# WIRTEX

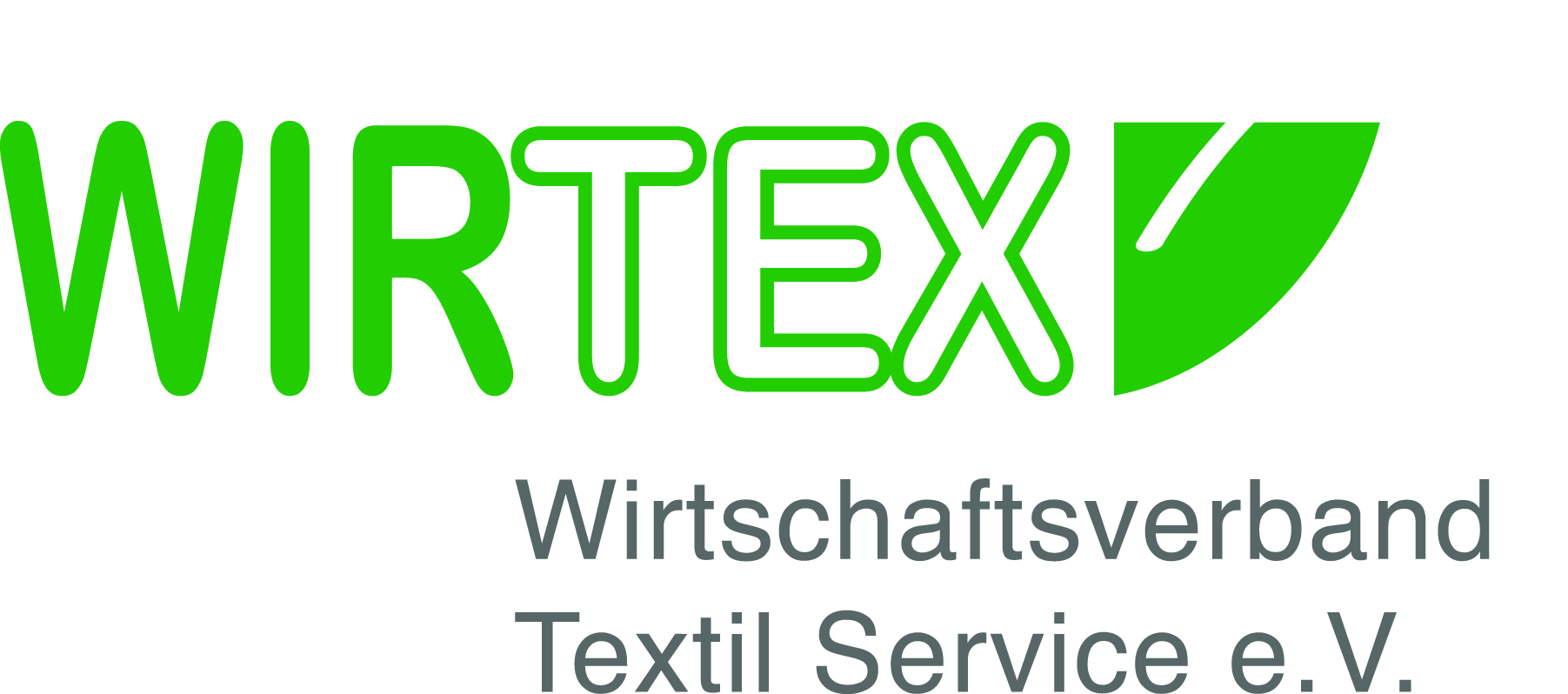
WIRTEX Logo

Der Wirtschaftsverband Textil Service e. V., kurz WIRTEX, wurde 2013 als Wirtschaftsverband gegründet und ist ein Zusammenschluss industriell geführter Textildienstleistungsunternehmen in Deutschland. Als Bundesverband hat WIRTEX nur direkte Mitglieder. WIRTEX vertritt umsatzmäßig über die Hälfte des etwa 3,5 Mrd. betragenden Umsatzes des deutschen Textil-Service-Marktes. Als Mitglied im europäischen Dachverband ETSA (European Textile Services Association) ist WIRTEX aktiv in die europäische Lobbyarbeit eingebunden. Die Geschäftsstelle des Verbands sitzt in Frankfurt am Main.

## Verband
WIRTEX vertritt nach eigenen Angaben über 50 % der Branche in den Sparten Berufskleidung, Persönliche Schutzausrüstung, Hotel-, Restaurant- und Cateringtextilien, Krankenhaus- und Pflegewäsche sowie Waschraumhygiene, Schmutzfangmatten, Putztücher und Arbeitsschutzartikel. 
Ordentliche Mitglieder
- ALSCO
- Bardusch
- Berendsen plc
- BIM
- CWS-boco International
- DBL
- diemietwaesche
- Initial Textil Service
- Lindström
- MEWA Textil-Service

Darüber hinaus sind über 70 Zulieferer und Institutionen der Branche aus dem In- und Ausland als fördernde Mitglieder bei WIRTEX einbezogen.

## Ziele
Nach der Satzung ist es Aufgabe des Verbandes, die gemeinsamen wirtschaftlichen und ideellen Interessen zu fördern und zu vertreten. WIRTEX will als Wirtschaftsverband dazu beitragen, dass der Standort Deutschland mit einer modernen Arbeits- und Sozialpolitik international wettbewerbsfähig bleibt. Die Rahmenbedingungen für die Branche hinsichtlich der Wirtschafts- und Steuerpolitik sowie der Umwelt- und Verkehrspolitik sollen erhalten und verbessert werden. Das Lobbying in Politik und Verwaltung und die aktive Mitarbeit bei Gesetzgebung, Forschung und Normierung sieht er als unverzichtbar an. Zu den Aufgaben gehört zudem die Förderung und Wahrung der Fairness im Wettbewerb. Nur im fairen Wettbewerb an offenen Märkten kann Wachstum erzielt und der allgemeine Wohlstand vermehrt werden.

## Organisation
Das Board of Directors koordiniert die Verbandsarbeit, setzt die Richtlinien des Handelns und die Prioritäten in den Themen. Es repräsentiert die WIRTEX-Mitglieder, ist nach innen für den Interessenausgleich verantwortlich und vertritt die Verbandsinteressen nach außen. Zum Präsidium gehören Thomas Neyers und Detlef Kröpelin, sowie Reiner Heinrichs als Schatzmeister.

## Dienstleistungen und Produkte
Der Kern der Dienstleistung der im WIRTEX organisierten Unternehmen sind das Leasing und die fachgerechte Aufbereitung von Textilien für Unternehmen. Textil Service-Unternehmen bieten Beratung, Ausstattung, Pflege und Logistik um den gewerblichen Einsatz von Berufs- und Schutzkleidung und Textilien.
Kundensegmente
- Berufskleidung für Handwerk, Industrie und Dienstleistung, Business Wear
- Persönliche Schutzausrüstung (PSA)
- Hotel- und Gastronomie-Textilien
- Krankenhaus-, Heim- und OP-Textilien, Bewohnerwäsche
- Reinraum-Textilien
- Maschinenputztücher
- Schmutzfangmatten und Wischbezüge
- Waschraumhygiene und Handtuchrollen

Alle Segmente zusammen summieren sich im Jahr 2017 auf einen Gesamtumsatz von 3,497 Milliarden Euro (+ 3,2 % im Vergleich zum Vorjahr). Der größte Anteil kommt dabei vom Segment Berufskleidung inklusive Persönliche Schutzausrüstung (61,42 %); gefolgt von den Segmenten Hotel, Restaurant und Gastgewerbe (8,92 %), Gesundheits- und Sozialwesen (5,92 %) sowie sonstige Segmente (28,37 %). Die Anzahl der Träger von Berufskleidung, die Verbandsmitglieder zur Verfügung stellen und pflegen überschritt 2017 erstmals die Vier-Millionen-Grenze; exakt 4.008.981  Menschen wurden von WIRTEX-Mitgliederunternehmen versorgt (+1,52 % im Vergleich zum Vorjahr).

## Branchentreffen
Das jährliche WIRTEX-Branchentreffen ist der größte europäische Fachkongress sowie Plattform für Austausch, Informationen und Networking im Textil Service. Die Veranstaltung soll nicht nur das Netzwerk unter den Mitgliedern, sondern auch das der Branchenpartner stärken und ausbauen. Neben den im Verband organisierten Mitglieder sind die Zulieferer und Institutionen der Branche aus dem In- und Ausland auf dem Branchentreffen vertreten, um sich intensiv und entlang der Lieferkette auszutauschen und aktuelle Entwicklungen zu präsentieren. Im Rahmen des Branchentreffens findet zudem eine Auszeichnung der Auszubildenden aus dem Verband statt, die ihre Ausbildung mit Auszeichnung absolviert haben.
Mit einer Rekordbeteilung fand das Branchentreffen Textil Service 2017 am 28. und 29. September 2017 in Kassel statt. Über 300 Teilnehmer konnten in 14 Vorträgen verschiedene Betrachtungsweisen zu Kundenerwartungen sowie über aktuelle gesellschaftliche und wirtschaftliche Trends erfahren. Eine besondere Ehre war es für den Verband, dass die amtierende Bundesministerin für Wirtschaft und Energie Brigitte Zypries der Einladung als Ehrengast gefolgt war.

## Nachhaltigkeit
WIRTEX hat als Zeichen der Verpflichtung des Verbandes und seiner Mitglieder zur globalen Nachhaltigkeit den UN Global Compact unterzeichnet. Am 10. August 2015 hat WIRTEX seinen Beitritt zum Bündnis für nachhaltige Textilien erklärt. Darüber hinaus hat sich WIRTEX mit dem Deutschen Textilreinigungsverband (DTV) zur Arbeitsgemeinschaft „Nachhaltigkeitsallianz Textil Service“ zusammengeschlossen.

## Studien und Publikationen
WIRTEX veröffentlicht regelmäßig Beiträge in Fachmagazinen der Branche und publiziert aktuelle Studienergebnisse. Der Verband arbeitet u. a. mit dem Bereich Security & Safety Engineering der Hochschule Furtwangen, Hohenstein Institute sowie wfk - Cleaning Technology Research Institute zusammen. Darüber hinaus veröffentlicht WIRTEX das Branchenkompendium Textil Service. Das WIRTEX Branchenkompendium informiert jährlich über die Entwicklungen der Branche anhand aktuell erhobener Marktdaten. Die Daten umfassen Umsatzzahlen, Kostenfaktoren und Entwicklungen aus den Mitgliedsunternehmen und für den deutschen Gesamtmarkt. Analysen, Perspektiven und Trends von Experten aus Verband und Branche und aus dem gesamtwirtschaftlichen Umfeld ergänzen diese Daten. In weiteren Beiträgen wird über spezielle Produktbereiche und Marktsegmente berichtet, in denen sich der Textil Service schwerpunktmäßig engagiert. Technische und Normierungsfragen werden dabei ebenso berücksichtigt wie Marketingaspekte und Fragen der Corporate Social Responsability.